# Soufflenheim
Soufflenheim je občina v departmaju Bas-Rhin francoske regije Alzacija.
Leta 1990 je v občini živelo 4 269 oseb oz. 322 oseb/km².